# Renovação Carismática Católica
A Renovação Carismática Católica (no Brasil), ou Renovamento Carismático Católico (em Portugal), abreviados pela sigla RCC, é um movimento surgido na Igreja Católica dos Estados Unidos em meados da década de 1960 com a intenção de incorporar ao Catolicismo alguns elementos oriundos do Pentecostalismo (orações em línguas, liturgias animadas, ”encontros pessoais” com Cristo, etc.). Apesar de suas origens ecumênicas, alguns de seus adeptos brasileiros alegam que, no Brasil, o movimento teria também a intenção de contribuir para reduzir o ritmo de queda do número de católicos no país, que se iniciou principalmente após a Reforma Litúrgica e o Concílio Vaticano II, apesar de não ter sido influenciado diretamente por estes.
A prática da RCC, segundo os membros, "baseia-se na experiência pessoal com o amor de Deus, pela força do Espírito Santo e de seus dons, a fim de que todos tornem-se discípulos de Cristo e, assim, vivam a santidade. Segundo o Dicionário Pastoral, a RCC traz de volta as experiências de orações espontâneas da Igreja primitiva, as comunidades dos Atos dos Apóstolos".
Como os pentecostais, o movimento supostamente procuraria, segundo seus membros, “oferecer uma abordagem querigmática, no intuito de tornar conhecida a cultura de Pentecostes, relembrando a Igreja primitiva”.
No Brasil, os primeiros encontros carismáticos datam de 1969. Atualmente, são mais de 15 mil Grupos de Oração em todo o país. Com este número, estima-se que mais de meio milhão de pessoas participem das reuniões de oração da RCC, semanalmente.

## Características e doutrina
Em termos de doutrina a RCC afirma seguir a Bíblia, o Catecismo da Igreja Católica e todas as demais diretrizes da Igreja Católica, entre ela os dogmas já fixados no catolicismo romano como, por exemplo, a crença na intercessão dos santos e a Honra a Maria, a Mãe de Jesus.[carece de fontes?]
Nas reuniões chamadas "Grupos de Oração", nos encontros e retiros há grande prática de músicas de louvor, adoração e são realizadas pregações e palestras.[carece de fontes?]
A RCC, em fidelidade à Igreja, prega que o pecado — ação contrária à vontade de Deus — é a fonte de todos os males existentes na sociedade. Ganância, egoísmo, soberba, vícios, mau uso da liberdade etc., seriam consequências do pecado do homem.[carece de fontes?]
Defende que Jesus tem o poder de libertar e perdoar pecados e que, para isso, basta que o homem arrependa-se diante Dele e busque a prática do Sacramento da Reconciliação (Confissão).[carece de fontes?]
A RCC considera como bem maior para a vida do ser humano a Eucaristia, que é o Sacramento no qual está a presença real de Jesus Cristo. Na Santa Missa está a celebração da Paixão, Morte e Ressurreição de Jesus Cristo. Há no movimento também uma forte devoção à Santíssima Virgem Maria, de quem se busca a intercessão junto a Jesus e também como modelo de entrega, esperança e confiança no Deus Criador.[carece de fontes?]

## Crítica
Os católicos carismáticos e as suas práticas foram criticados por desviar os católicos dos ensinamentos e tradições autênticas da Igreja, especialmente tornando a experiência de adoração mais semelhante à do Pentecostalismo. De acordo com Samuel Rodriguez, os serviços carismáticos na América mais não fazem do que aumentar o número de católicos que se convertem às denominações pentecostais e evangélicas: “Se você está actualmente envolvido num serviço carismático, daqui a dez anos — inevitavelmente — acabará numa das minhas igrejas.” Em particular, alguns tradicionalistas criticam os católicos carismáticos como sendo cripto-protestantes.
Os críticos do movimento carismático argumentam que práticas como a cura pela fé desviam a atenção da Missa e da comunhão com Cristo que nela acontece.[carece de fontes?]
Outros criticam o movimento por remover ou obscurecer os símbolos católicos tradicionais (como o crucifixo e o Sagrado Coração) em favor de expressões de fé mais contemporâneas.